# Mi Da Ra Matenrō
Singles de Melon Kinenbi
Chance of Love
(2003) Kawaii Kare
(2003)
 Mi Da Ra Matenrō  (MI DA RA 摩天楼) est le 10e single du groupe de J-pop Melon Kinenbi, sorti le 10 septembre 2003 au Japon sur le label zetima, écrit et produit par Tsunku. Il atteint la 15e place du classement de l'Oricon, et reste classé pendant quatre semaines.
La chanson-titre figurera sur le deuxième album du groupe, The Nimaime de 2004, puis sur ses compilations Fruity Killer Tune de 2006 et Mega Melon de 2008. La chanson en "face B", Futari no Paradise, figurera quant à elle sur sa compilation de "face B" Ura Melon de 2010.

## Liste des titres
1. Mi Da Ra Matenrō  (MI DA RA 摩天楼?)
2. Futari no Paradise  (二人のパラダイス?)
3. Mi Da Ra Matenrō (instrumental) (MI DA RA 摩天楼...?)